# エイブル・カラム
エイブル・カラム（Abel Cullum、1987年4月21日 - ）は、アメリカ合衆国の男性総合格闘家。ニューメキシコ州トゥクムカリ出身。カラム・グラウンド・ファイティング所属。元KOTC世界フライ級王者。
地元ニューメキシコ州に強い誇りを持ち、試合ではテンガロンハットを被って入場している。

## 来歴
ブラジリアン柔術を学び、2005年にプロ総合格闘技デビュー。
2005年9月17日、ニューメキシコ州の総合格闘技大会「Desert Extreme」でプロ総合格闘技デビュー。以降、同大会でキャリアを積む。その後2007年にはKing of the Cage世界フライ級（-61kg）王座を獲得した。
2008年9月26日、EliteXC世界バンタム級（-64kg）王座決定戦でウィルソン・ヘイスと対戦し、0-3の判定負けを喫し王座獲得に失敗した。
2009年3月8日、DREAM初参戦となったDREAM.7のフェザー級（-63kg）グランプリ1回戦で西浦"ウィッキー"聡生と対戦し、3-0の判定勝ち。5月26日、DREAM.9の2回戦で所英男と対戦し、チョークスリーパーで一本負けを喫した。
2010年9月17日、KOTC世界フライ級タイトルマッチでジミー・リベラと対戦し、1-2の判定負けを喫し王座陥落した。
2011年9月24日、DREAM.17のバンタム級世界トーナメント1回戦で今成正和と対戦し、腕ひしぎ十字固めで一本負けを喫した。

## 戦績
| 総合格闘技 戦績 | 総合格闘技 戦績 | 総合格闘技 戦績 | 総合格闘技 戦績 | 総合格闘技 戦績 | 総合格闘技 戦績 | 総合格闘技 戦績 |
| --------------- | --------------- | --------------- | --------------- | --------------- | --------------- | --------------- |
| 26 試合         | (T)KO           | 一本            | 判定            | その他          | 引き分け        | 無効試合        |
| 20 勝           | 5               | 13              | 2               | 0               | 0               | 0               |
| 6 敗            | 0               | 2               | 4               | 0               | 0               | 0               |

| 勝敗 | 対戦相手                 | 試合結果                           | 大会名                                                                    | 開催年月日     |
| ○    | カール・ディートン       | 2R 3:43 リアネイキドチョーク       | RFA 19: Collier vs. Checco                                                | 2014年10月10日 |
| ○    | ユリシーズ・ゴメス       | 1R 1:29 ギロチンチョーク           | RFA 18: Manzanares vs. Pantoja                                            | 2014年9月12日  |
| ×    | 今成正和                 | 3R 0:46 腕ひしぎ十字固め           | DREAM.17 【バンタム級世界トーナメント 1回戦】                             | 2011年9月24日  |
| ×    | ジャレッド・パパジアン   | 5分5R終了 判定0-3                  | KOTC: Epic Force 【KOTC世界フライ級王座決定戦】                           | 2011年6月24日  |
| ×    | ジミー・リベラ           | 5分5R終了 判定1-2                  | KOTC: No Mercy 【KOTC世界フライ級タイトルマッチ】                         | 2010年9月17日  |
| ○    | ジョシュア・モントーヤ   | 1R 1:38 チョークスリーパー         | KOTC: Honor 【KOTC世界フライ級タイトルマッチ】                            | 2010年5月14日  |
| ○    | ジョー・コカ             | 1R 2:09 チキンウイングアームロック | KOTC: Vengeance 【KOTC世界フライ級タイトルマッチ】                        | 2010年2月12日  |
| ○    | リチャード・モンターノ   | 5分5R終了 判定3-0                  | KOTC: Gate Keeper 【KOTC世界フライ級タイトルマッチ】                      | 2009年8月1日   |
| ×    | 所英男                   | 2R 1:38 チョークスリーパー         | DREAM.9 フェザー級グランプリ2009 2nd ROUND 【フェザー級グランプリ 2回戦】 | 2009年5月26日  |
| ○    | 西浦"ウィッキー"聡生     | 2R（10分/5分）終了 判定3-0         | DREAM.7 フェザー級グランプリ2009 開幕戦 【フェザー級グランプリ 1回戦】    | 2009年3月8日   |
| ○    | ブレット・ローラー       | 1R 1:47 チョークスリーパー         | KOTC: Goodfellas 【KOTC世界フライ級タイトルマッチ】                       | 2008年12月6日  |
| ×    | ウィルソン・ヘイス       | 5分5R終了 判定0-3                  | ShoXC: Elite Challenger Series 【EliteXC世界バンタム級王座決定戦】        | 2008年9月26日  |
| ○    | ライアン・ディアス       | 5R 1:27 腕ひしぎ十字固め           | KOTC: Reckless 【KOTC世界フライ級タイトルマッチ】                         | 2008年5月17日  |
| ○    | ザック・ジェンキンス     | 1R チョークスリーパー              | KOTC: Warlords                                                            | 2008年2月9日   |
| ○    | エディ・アーメンダリス   | 1R 1:17 KO（パンチ）               | KOTC: Hierarchy                                                           | 2007年10月13日 |
| ○    | ジャスパー・チャーチ     | 1R 1:23 TKO                        | Desert Extreme: Clash of the Titans                                       | 2007年6月29日  |
| ○    | ジェラルド・セディーヨ   | 1R 2:42 チョークスリーパー         | Southwest Fury                                                            | 2007年3月10日  |
| ○    | ジョン・チェスター       | 2R 1:27 チョークスリーパー         | KOTC: Cyclone                                                             | 2006年11月11日 |
| ○    | アルフレッド・ヘレア     | 2R 2:04 腕ひしぎ十字固め           | Universal Fight Promotions                                                | 2006年10月14日 |
| ○    | ジェレミー・ラメイジ     | 1R 1:14 TKO（パンチ連打）          | Desert Extreme: Tucumcari Pride                                           | 2006年10月7日  |
| ○    | ゲイブ・ブロックマイアー | 1R 0:36 TKO                        | Desert Extreme: Total Chaos                                               | 2006年8月26日  |
| ○    | ジョエル・ガーヴィン     | 1R 三角絞め                        | Desert Extreme: Thursday Throwdown                                        | 2006年6月26日  |
| ○    | トーマス・アーキデス     | 1R 3:41 三角絞め                   | Desert Extreme: Socorro                                                   | 2006年4月8日   |
| ○    | サミー・サインズ         | 1R KO（パンチ）                    | Desert Extreme: Tribal Nation                                             | 2006年2月4日   |
| ×    | リチャード・モンターノ   | 5分2R終了 判定0-3                  | Desert Extreme: Socorro Showdown                                          | 2005年12月10日 |
| ○    | マイケル・チュパ         | 1R 1:26 チョークスリーパー         | Desert Extreme: Beyond Brutal                                             | 2005年9月17日  |

## 獲得タイトル
- 第5代KOTC世界フライ級王座（2008年）